# 1926年中国
| 中国历史 / 中国历史年表                                                                                                   |
| 世紀： 19世纪中国 / 20世纪中国 / 21世纪中国                                                                               |
| 年代： 1890年代中国 / 1900年代中国 / 1910年代中国 / 1920年代中国 / 1930年代中国 / 1940年代中国 / 1950年代中国大陆         |
| 年份： 1922年中国 / 1923年中国 / 1924年中国 / 1925年中国 / 1926年中国 / 1927年中国 / 1928年中国 / 1929年中国 / 1930年中国 |
| 纪年： 丙寅年（虎年）、中华民国15年                                                                                       |

## 大事記

### 1月
- 中國國民黨黨工幹部70%為中國共產黨人，國民革命軍中876名政工幹部中也有75%為中國共產黨員[1]:72。
- 1月1日——中國國民黨第二次全國代表大會在廣州開幕，內地和海外代表共256名，汪精衛在開幕式上演說；馮玉祥通電下野；中國國民黨上海特別市黨部舉行成立會，到代表81人，主席惲代英報告籌備經過，大會選舉惲代英、沈雁冰等9人為執行委員，通過決議案8項；中國共產黨廣東區委員會發表《對中國國民黨第二次全國代表大會宣言》；直魯聯軍組成，總司令張宗昌，前敵總司令李景林，總指揮褚玉璞，總參議畢庶澄；北京總工會正式成立；上海《時報》出版元旦增刊，刊載前一年新聞索引，是為中國報刊對時事有索引之始[2]:2363-2365。
- 1月3日——郭松齡餘部劉偉之十九旅，范浦江之十二旅部，霽雲之四、五旅，魏益三之炮兵三旅一部等共2萬餘人，共推魏益三為國民四軍總司令，是日魏在山海關通電表示繼郭遺志，助馮反奉，1月5日魏部與李烈鈞部、唐之道部換防，由榆關開往灤縣和秦皇島[2]:2365。
- 1月4日——中國國民黨第二次全國代表大會上午10時開會，汪精衛臨時主席，林祖涵報告大會籌備經過，譚平山報告代表資格審查經過，吳玉章報告大會秘書處組織經過，通過會議規則，汪精衛、譚延闓、鄧澤如、丁惟汾、譚平山、恩克巴圖、經亨頤7人為主席團，下午繼續開會，丁惟汾主席，汪精衛報告接受總理遺囑經過，決定在廣州粵秀山（即觀音山，今稱越秀山）建接受總理遺囑紀念碑；馮玉祥將軍權交張之江，離張家口赴集寧，擬經烏蘭巴托赴蘇、德游歷，國民軍所占地域經議決劃分5區：京兆附近、口北及察哈爾、綏遠、熱河、甘肅，以鹿鐘麟、張之江、李鳴鐘、宋哲元、劉郁芬分任總司令，由馮電北京臨時政府保薦；李景林部由天津退向山東時，沿途被國民堵截，殘部由師長張憲率領入魯北惠民，是日李景林到德州整頓殘部，並派員在天津收容舊部，每人發30元川資赴德州整編[2]:2365-2366。
- 1月5日——段祺瑞前曾表示，如若國民會議到1月仍不能召開，本人即下野，是日許世英謁見段請示組閣辦法，段謂本人下野絕無問題，囑許擬電；張作霖電吳佩孚表示諒解，並通電主張恢復約法解決國是，同日湖南省長趙恆惕通電贊成吳佩孚「息兵尊法」主張[2]:2367。
- 1月6日——中國國民黨第二次全國代表大會繼續舉行，上午汪精衛報告《兩年來政治經過狀況》，汪並報告鮑羅廷在政治委員會工作之情況，大會決定向鮑羅廷贈一銀鼎以志感謝，下午蔣介石報告軍事狀況，樹德報告北方政治狀況，議決組織宣言起草委員會，汪精衛、邵力子、高語罕3人為起草員；孫傳芳通電主張在上海開聯省會議，解決護憲護法問題；北京臨時政府接新疆督辦楊增新電稱：唐努烏梁海擅自成立共和國，宣布法令，擬加入蘇聯聯邦，請速向在京蘇使提出抗議[2]:2368。
- 1月7日——許世英內閣勉強組成，是日舉行首次國務會議，財政總長陳錦濤、陸軍總長賈德耀、教育總長易培基、司法總長馬君武、農商總長寇遐、交通總長龔心湛到會，外交總長王正廷、內務總長右任和海軍總長杜錫珪未出席；中國國民黨第二次全國代表大會繼續舉行，譚平山作《黨務總報告》，丁惟汾報告北方黨務，劉爾崧報告《工人運動狀況》，大會議決：主席團成員經亨頤未到，以宋慶齡替任；宋慶齡抵廣州，國民政府及各團體萬餘人在天字碼頭隆重歡迎；孫岳在天津召集鄧寶珊、史可軒、李仲三、史之照等開會，決定國民二、三軍分三路聯合攻山東，鄧寶珊任總司令，為北路，徐永昌為西路，田維勤、李紀才、王為蔚為南路[2]:2368-2369。
- 1月8日——中國國民黨第二次全國代表大會繼續舉行，上午宋慶齡蒞會演說，希望大家合作，「團結堅固，不要受人家的挑撥」，實現總理之主義，陳公博報告農民運動經過，甘乃光報告商民運動經過，鄧穎超代何香凝報告婦女運動經過，毛澤東報告宣傳部兩年經過狀況；孫傳芳電段祺瑞，指責北京臨時政府財政開支揮霍無度[2]:2370。
- 1月9日——段祺瑞戀棧不肯下野，是日下午6時將1月7日晚修改之電稿發出，略謂：「際茲時變，善後維艱。前者修改現制，增置中樞，謀庶政之公開，補闕失於既往，但期利國，寧有成心。所望各建讜言，迅定國是，即釋重負，俾踐前言。」；中國國民黨第二次全國代表大會繼續舉行，上午劉重民報告《上海政治及黨務狀況》，詹菊似報告《海外黨務狀況》，下午鄧青陽代表鄧澤如報告《中央監察委員會經過》，張晉報告東三省黨務，范予遂報告《山東黨務經過》；孫科、吳鐵城由上海返廣州，汪精衛、蔣介石同意孫、吳之三條要求；段祺瑞特任劉汝賢署參謀總長，免去楊森署職，任命吳紉禮為海軍次長，海軍總長杜錫珪未到任以前，由吳紉禮暫行代理部務，免去徐振鵬海軍次長職，特派馮玉祥前往歐美各國考察實業事宜，准予免去西北邊防督辦兼督辦甘肅軍務善後事宜職，特任張之江為西北邊防督辦，仍兼察哈爾都統，特任李嗚鐘督辦甘肅軍務善後事宜，李雲龍督辦陝甘軍務善後事宜，任命劉郁芬為綏遠都統，井岳秀幫辦陝西軍務仍兼陝北鎮守使；黃埔陸軍軍官學校教導團改編為教導師，直隸於中國國民黨中央執行委員會[2]:2371-2372。
- 1月10日——直魯聯軍分十路進攻國民軍[2]:2373。
- 1月11日——張作霖通電全國，聲明段祺瑞既已喪失行政上之實權，今後「東三省與北京政各部，停止行政交通關係，廢去東北邊防屯墾督辦之職名，專用鎮威上將軍之名稱」；張作霖通電討伐魏益三，出兵關內；中國國民黨第二次全國代表大會繼續舉行，上午郭春濤、于樹德報告北京黨務，下午汪精衛報告宣言大綱，馮品毅、張晉、董用威（董必武）分別報告河南、東三省、湖北黨務[2]:2373。
- 1月12日——中國國民黨第二次全國代表大會繼續舉行，上午孫科報告《總理葬事籌備經過》，吳玉章、劉伯垂、周啟剛分別報告四川、漢口、古巴和墨西哥黨務，下午王健海、許蘇魂、鄧范生報告澳洲、緬甸、南洋荷屬黨務[2]:2374。
- 1月13日——中國國民黨第二次全國代表大會繼續舉行，上午袁同疇、許鴻、夏曦、宣中華、陳季博分別報告黃埔軍官學校、江西、湖南、浙江、日本黨務；國民一軍在朝陽、阜新、凌源一帶布防，大部集中京綏路，以防奉軍向熱河發展[2]:2374。
- 1月14日——中國國民黨第二次全國代表大會繼續舉行，上午越南王達人演說越南民族被壓迫狀況及對中國國民黨之希望，朝鮮呂光先演說朝鮮革命狀況，印度哥巴清希望中國革命成功並聯合世界一切被壓迫民族起來共同奮鬥，劉侯武報告越南黨務，陳公博報告「廖案」檢察經過，下午凌棠、彭澤民、鄭受炳、張伯蔭、關素人、林昌熾分別報告印度、南洋英屬、菲律賓、加拿大和美國、香港黨務，通過政治報告決議[2]:2375。
- 1月15日——奉軍與國民軍在山海關附近交戰，國民軍增調兵力防禦，大本營設山海關，唐之道任前敵總司令，奉軍主力由綏中西進，1月17日、18日兩軍激戰，奉軍攻占九門口，進逼山海關，1月20日晨張學良率衛隊進駐山海關城內之泰安棧，海軍司令沈鴻烈率兩艦載兵一旅在洋河海口登陸，穆春統率奉軍大隊入關，至1月21日晚，入關步兵達3.5萬人，分駐山海關東北，後又逼近昌黎，國民軍撤出山海關，退守灤縣、盧龍一帶，孫岳派第七混成旅赴灤縣增防，1月21日鹿鐘麟、劉之龍等在北京商議，決派重兵增援，鹿為前敵總司令，鄭金聲為副，準備13個師兵力抵禦奉軍；國民政府南征軍1月12日克雷州後，是日李濟深部渡海攻瓊州[2]:2376。
- 1月16日——中國國民黨第二次全國代表大會繼續舉行，選出第二屆中央執行委員36人：汪精衛、譚延闓、胡漢民、蔣介石、譚平山、宋慶齡、陳公博、恩克巴圖、于右任、程潛、朱培德、徐謙、顧孟餘、經亨頤、宋子文、柏文蔚、伍朝樞、何香凝、丁惟汾、林祖涵、戴季陶、李濟深、李大釗、于樹德、甘乃光、吳玉章、李烈鈞、陳友仁、王法勤、楊匏安、惲代英、彭澤民、朱季恂、劉守中、蕭佛成、孫科，候補中央執行委員24人：白雲梯、毛澤東、許蘇魂、周啟剛、夏曦、鄧演達、韓麟符、路友于、黃實、董用威（董必武）、屈武、鄧穎超、王樂平、陳嘉祐、朱霽青、丁超五、陳其瑗、何應欽、陳樹人、褚民誼、繆斌、吳鐵城、詹大悲、陳肇英，中央監察委員12人：吳敬恆、張靜江、蔡元培、古應芬、王寵惠、李石曾、邵力子、高語罕、柳亞子、陳果夫、陳璧君、鄧澤如，後補中央監察委員8人：黃紹竑、李宗仁、江浩、郭春濤、李福林、潘雲超、鄧懋修、謝晉，選舉前韓麟符、李裕志、許卓然分別報告三特別區（綏遠、察哈爾、熱河）、蒙古、福建黨務[2]:2377。
- 1月18日——魯軍第二十師師長方振武於肥城通電與國民軍合作，是日，孫岳電方請參加北路戰事，並予以國民軍第五軍名義，張宗昌急令婁明清率部追擊，在濮陽一帶激戰三晝夜，婁敗，方振武部北上，與國民軍各軍聯成一氣；段祺瑞特任許世英暫行兼署財政總長，指令慰留財政總長陳錦濤，給假10日[2]:2379。
- 1月19日——中國國民黨第二次全國代表大會下午閉幕，發表《中國國民黨第二次全國代表大會宣言》，汪精衛致閉幕詞；國民政府軍事委員會決議任命蔣介石為中央軍事政治學校校長，汪精衛為黨代表；北京臨時政府國務會議通過東沙島歸海軍管轄；盧香亭奉孫傳芳令任浙軍總司令，率部赴杭州就職[2]:2379-2380。
- 1月20日——國民政府令准蔣介石辭國民革命軍第一軍軍長職，以何應欽繼任，特任程潛為國民革命軍第六軍軍長；中國國民黨中央執行委員會發表國民政府促成會宣傳標準八條；國民政府懲吏院成立，鄧澤如、林翔、李章達、潘震亞、盧文瀾五委員就職；吳佩孚在漢口召集軍事會議，部署進攻國民軍二軍岳維峻部，即令寇英杰率賀國光、賈萬興等五個混成旅入河南；李景林指揮直魯聯軍在津浦線直、魯邊境德州一帶向國民軍發動進攻，1月22日晨直魯聯軍由桑園攻取安陵，進駐古城，國民軍守連鎮、東光，大隊集中泊頭；孫岳電國民軍一、二、三軍諸將領，徵詢請馮玉祥出山意見，略謂：「事局阽危，尚非煥帥高蹈之時，應請打消隱退之意，東山再起，衛國救民。」，翌日國民軍將領由孫岳領銜電請馮玉祥再出平亂；孫傳芳在南京召集軍事會議，對河南省戰事，因與各方均有友誼，決取中立態度[2]:2380-2381。
- 1月21日——段祺瑞以各軍閥間戰事加劇，下令「各軍事長官應一律停止軍事行動，各守疆圉，互戒侵陵。如再稱兵構釁，則罪有攸歸」；段祺瑞致電張作霖，請蠲除積忿，各釋前嫌，將西上師旅即日撤退出關；段祺瑞特任許世英暫行兼署鹽務署督辦；北京臨時政府國務會議公推賈德耀赴包頭請馮玉祥出山，1月25日汪精衛、蔣介石電馮玉祥謂：「時事多艱，請消退隱。」；國民政府為將行政、司法兩權劃分，各設機關以明權責，決定成立司法行政委員會，特派徐謙、伍朝樞、林翔、盧興原為委員，以徐謙為主席，未到任前以伍朝樞代理，大理院前設之司法行政事務處着即裁，是日並公布《司法行政委員會組織法》；廣州各界舉行列寧逝世二周年紀念會，到10餘萬人，汪精衛、蔣介石演說[2]:2381。
- 1月22日——中國國民黨第二屆中央執行委員會第一次全體會議，推汪精衛、譚延闓、譚平山、蔣介石、林祖涵、胡漢民、陳公博、甘乃光、楊匏安9人為常務委員，會議通過中央黨部八部長：宣傳部長汪精衛、組織部長譚平山、工人部長胡漢民、農民部長林祖涵、商民部長宋子文、青年部長甘乃光、海外部長彭澤民、婦女部長宋慶齡；中東路事態擴大，是日，奉軍張煥相拘留蘇方局長伊萬諾夫，當日駐京蘇聯大使加拉罕向北京臨時政府外交部抗議，要求立行釋放，蘇聯政府外交人民委員翟趣林是日致牒北京臨時政府；段祺瑞明令裁撤航空總司令一職，特派馬福祥為航空署督辦；國民政府南征軍張發奎部占領瓊山城，鄧本殷部於1月21日撤退至海口一帶，鄧本人化裝避入日本兵艦駛離海南島[2]:2382。
- 1月24日——王正廷為中東路事件晤加拉罕，謂奉張與中央政府現無往來，其行動不足以代表中國朝野意思，中國政府遵守協約精神，謀求最短期內有妥善解決辦法；張作霖派高清和與蘇聯駐奉總領事加拉柯維斯於夜10時簽定中東路問題先行解決辦法五條，決定釋放伊萬諾夫及職工，恢復通車，此次風潮損失及責任問題日後再議，夜10時半張下令釋放伊萬諾夫，1月26日中東路恢復通車；張作霖電覆段祺瑞，聲明奉軍入關是為討伐魏益三，現已令所部不再前進；張宗昌與靳雲鶚在泰安鐵路賓館簽訂和議協約，以尊崇吳佩孚、一致行動為宗旨，內容有兩部今後分駐地區、職權分配、聯防、合擊國民軍計劃及互助辦法等16條，並議定：靳、張合駐兗州，設直魯聯軍駐兗辦公處，靳援豫之軍餉由魯供給，即日恢復兗濟支路及津浦鐵路南段交通，共同攻豫[2]:2383-2384。
- 1月25日——張作霖召集文武重要官吏開會，決議四項：一、東三省宣布獨立，與北京臨時政府脫離一切關係，實行「保境安民」，二、以山海關、秦皇島為界，布置防線，期永久維持，三、熱河方面亦取守勢，駐兵七八萬於熱邊，以防國民軍侵入，四、積極改編軍隊，編成14個師，暫時休整；張作霖通令宣布與北京臨時政府脫離關係，自就東三省自治保安總司令兼軍務總統官；段祺瑞任命方振武為直魯豫邊防剿匪司令[2]:2384-2385。
- 1月26日——廣州汪精衛、譚延闓、甘乃光，廣西李宗仁、黃紹竑，湖南葉琪，貴州安健，雲南范石生在梧州開重要軍事會議，議決：一、到會各省服從國民政府指揮，二、實行黨治，三、預備北伐，四、與馮玉祥、岳維峻、孫岳國民軍合作，翌日梧州各界6萬餘人在東學寺開歡迎會，李宗仁主席，汪精衛、譚延闓、甘乃光、黃紹竑演說；張作霖電山海關奉軍將領，謂與國民軍作戰，本意在「保境安民」，現在「路潮雖暫解決，以後難免糾紛」，着所有入關部隊即日撤退，守衛奉境；鄂豫戰爭開始，吳佩孚派鄂軍第一師寇英杰部由鄂北向豫南國民軍二軍進攻，是日自雙河開往信陽，攻占信陽車站，遇國民軍二軍第十一師蔣世杰部伏擊，又退出信陽車站，包圍信陽城[2]:2385。

### 2月
- 2月1日——國民軍分三路東進攻擊奉軍[2]:2389。
- 2月27日——及3月8日，蔣介石迭次訪汪精衛，告以季山嘉之專橫：「革命實權非可落於外人之手，即與第三國際聯絡，亦應定一限度，要當不失自主地位。」[3]:64蔣首先向汪表示制裁共產黨[4]:463。

### 3月
- 3月1日——段祺瑞召賈德耀磋商組閣事，賈請准辭代國務總理並陸軍總長職[2]:2402。

### 4月
- 4月1日——直魯軍及奉軍將領在天津張宗昌寓所舉行軍事會議，商討進攻北京國民軍事，決定張宗昌任前敵總司令，赴前線督戰，李景林留守天津[2]:2424。

### 5月
- 5月1日——曹錕依吳佩孚意旨，正式發表下野宣言[2]:2445。

### 6月
- 6月1日——中國國民黨中央常務委員會議，通過中央黨部人選：蔣介石為組織部長，邵元沖為青年部長，顧孟餘代宣傳部長，甘乃光為農民部長，葉楚傖為秘書長[2]:2463-2464。

### 7月
- 7月1日——國民政府軍事委員會主席蔣介石頒發北伐部隊動員令[2]:2479。

### 8月
- 馮玉祥同蘇聯顧問團和中共黨員劉伯堅等一起從莫斯科回中國，之前所部已被直奉聯軍打敗；9月，蘇聯顧問團和劉伯堅等幫助馮，率部脫離北洋軍閥，在五原組建國民軍聯軍並宣誓就任國民軍聯軍總司令；冯玉祥任命劉伯堅為國民軍聯軍政治部副部長，並聘請蘇聯顧問團成員烏斯曼諾夫為國民軍聯軍政治軍事顧問[5]:88。
- 8月1日——凌晨3時半，吳軍和奉軍、直魯軍向國民軍南口防線展開全線總攻擊，張學良、張宗昌分赴沙河、羊坊督戰，吳佩孚也到三家店督促田維勤部向青白口進攻，奉軍用數十門重炮猛轟南口要塞[2]:2493。

### 9月
- 毛澤東發表《國民革命與農民運動》一文，論述農民運動與國民革命之關係，指出「農民問題乃國民革命的中心問題，農民不起來參加並擁護國民革命，國民革命不會成功」，文章希望有大批同志下決心去組織農民之浩大工作，「引導他們參與反帝國主義反軍閥的國民革命運動」[2]:2532。
- 9月1日——晉軍商震追擊隊傅存懷部進占綏遠，閻錫山委商震為綏遠都統[2]:2509。毛澤東為《農民問題叢刊》撰序，題為《國民革命與農民運動》，指出：「農民問題乃國民革命的中心問題」，「所謂國民革命運動，其大部分即是農民運動」，「若無農民從鄉村中奮起打倒宗法封建的地主階級之特權，則軍閥與帝國主義勢力總不會根本倒塌。」，「基此理由，我們的同志於組織工人、組織學生、組織中小商人許多工作以外，要有大批的同志，立刻下了決心，去做那組織農民的浩大的工作。」[2]:2510

### 10月
- 10月1日——北京政府改組，北京國務院以攝行大總統令准免杜錫珪代國務總理職，特任外交總長顧維鈞兼代國務總理，准免蔡廷幹署外交總長職，特任顧維鈞署外交總長[2]:2532。

### 11月
- 11月1日——陳儀帶一營軍隊到杭州，正式接任浙江省長[2]:2554。

### 12月
- 12月1日——張作霖在天津蔡園就安國軍總司令職，並發表就職通電，張任命孫傳芳為安國軍副司令仍兼蘇皖贛浙閩五省聯軍總司令，張宗昌為安國軍副司令仍兼直魯聯軍總司令[2]:2571-2572。
- 12月2日——鮑羅廷在南昌見蔣介石，共識遷都武漢[6]:3。
- 12月13日——中共中央政治局在漢口召開政治局特別會議（即政治局與國際代表維經斯基、鮑羅廷之聯席會議），陳獨秀在會議上作政治報告，指出從江西戰場勝利以後，我們和中國國民黨之關係發生許多新變化，出現許多危險傾向，使聯合戰線隨時都有破裂之危險；報告提出挽救聯合戰線破裂之七項策略；在土地問題上，陳獨秀與多數同志反對毛澤東提出之激進政策，主張實行減租減息之政策；為此，會議通過《關於湘鄂贛三省農民運動決議案》[2]:2581。
- 12月28日——湖南全省第一次工人代表大會和農民代表大會閉幕，是日毛澤東向大會報告革命戰線聯合問題，略謂：「反革命方面已有國際、全國和全省的聯合戰線組織，革命方面也應有同樣的聯合戰線來抵抗他們。」，毛澤東斥責「惰農運動」之類反革命宣傳：「現時湖南雖然是由國民政府所統治，但實際上還是國民政府與趙恆惕之餘孽——土豪劣紳共同的統治，他們的勢力還很大。」，勉勵代表們加強鬥爭[2]:2592。

## 出生
- 8月17日：江澤民，前中國最高領導人，曾任中共中央總書記、中國國家主席、中央軍委主席等职。（2022年11月30日去世）